# Champions Challenge vrouwen 2012
De Champions Challenge I vrouwen 2012 was het zevende Champions Challenge toernooi sinds de oprichting in 2002. Het toernooi werd gehouden van 29 september tot en met 7 oktober 2012 in Dublin, Ierland. De winnaar van dit toernooi plaatste zich rechtstreeks voor de Champions Trophy 2014.

## Deelnemende landen
- Australië
- België (winnaar Champions Challenge II 2011)
- India
- Ierland (tevens gastland)
- Zuid-Afrika
- Schotland
- Verenigde Staten
- Wales

## Scheidsrechters
- Carol Metchette
- Maggie Giddens
- Lesley Pieterse

- Hannah Sanders
- Valentina Tomasi
- Emi Yamada

- Fanneke Alkemade
- Mariana Reydo
- Michelle Meister

## Eindstand voorronde

### Groep A
| № | Land      | WG | W | G | V | DV | DT | +/– | Punten |
| - | --------- | -- | - | - | - | -- | -- | --- | ------ |
| 1 | Australië | 3  | 3 | 0 | 0 | 16 | 2  | +14 | 9      |
| 2 | België    | 3  | 2 | 0 | 1 | 8  | 8  | 0   | 6      |
| 3 | India     | 3  | 1 | 0 | 2 | 6  | 11 | –5  | 3      |
| 4 | Wales     | 3  | 0 | 0 | 3 | 2  | 11 | –9  | 0      |

### Groep B
| № | Land             | WG | W | G | V | DV | DT | +/– | Punten |
| - | ---------------- | -- | - | - | - | -- | -- | --- | ------ |
| 1 | Verenigde Staten | 3  | 2 | 0 | 1 | 7  | 4  | +3  | 6      |
| 2 | Schotland        | 3  | 1 | 2 | 0 | 2  | 1  | +1  | 5      |
| 3 | Ierland          | 3  | 1 | 1 | 1 | 3  | 4  | –1  | 4      |
| 4 | Zuid-Afrika      | 3  | 0 | 1 | 2 | 2  | 5  | –3  | 1      |

## Play-offs

### Om zevende plaats
| 7 oktober 09:00 |       |       |  |
| India           | 4 – 0 | Wales |  |
|                 |       |       |  |

### Om vijfde plaats
| 7 oktober 11:30 |       |        |  |
| Zuid-Afrika     | 1 – 2 | België |  |
|                 |       |        |  |

### Troostfinale
| 7 oktober 14:00 |                           |         |  |
| Schotland       | 2 – 2 3 – 4 (strafballen) | Ierland |  |
|                 |                           |         |  |

### Finale
| 7 oktober 16:30 |       |                  |  |
| Australië       | 6 – 1 | Verenigde Staten |  |
|                 |       |                  |  |

## Eindstand
1. Australië
2. Verenigde Staten
3. Ierland
4. Schotland
5. België
6. Zuid-Afrika
7. India
8. Wales

## Ereprijzen
| Topscorer    | Beste speelster    |
| ------------ | ------------------ |
| Jodie Schulz | Kathleen O'Donnell |

Champions Challenge I

Mannen:
Kuala Lumpur 2001 ·
Johannesburg 2003 ·
Alexandrië 2005 ·
Boom 2007 ·
Salta 2009 ·
Johannesburg 2011 ·
Quilmes 2012 ·
Kuantan 2014
Vrouwen:
Johannesburg 2002 ·
Catania 2003 ·
Virginia Beach 2005 ·
Bakoe 2007 ·
Kaapstad 2009 ·
Dublin 2011 ·
Dublin 2012 ·
Glasgow 2014
Champions Challenge II 

Mannen:
Dublin 2009 ·
Rijsel 2011
Vrouwen:
Kazan 2009 ·
Wenen 2011